# Herber Zwergknäueling
Der Herbe Zwergknäueling (Panellus stipticus, Syn.: Panellus stypticus) ist eine Pilzart aus der Gattung der Zwergknäuelinge (Panellus). Andere Namen für diesen Pilz sind Bitterer Muschelseitling, Bitterscharfer Zwergknäueling oder Eichen-Zwergknäueling.

## Merkmale

Die Fruchtkörper eines amerikanischen Stamms des Herben Zwergknäuelings (Panellus stypticus) leuchten im Dunkeln.

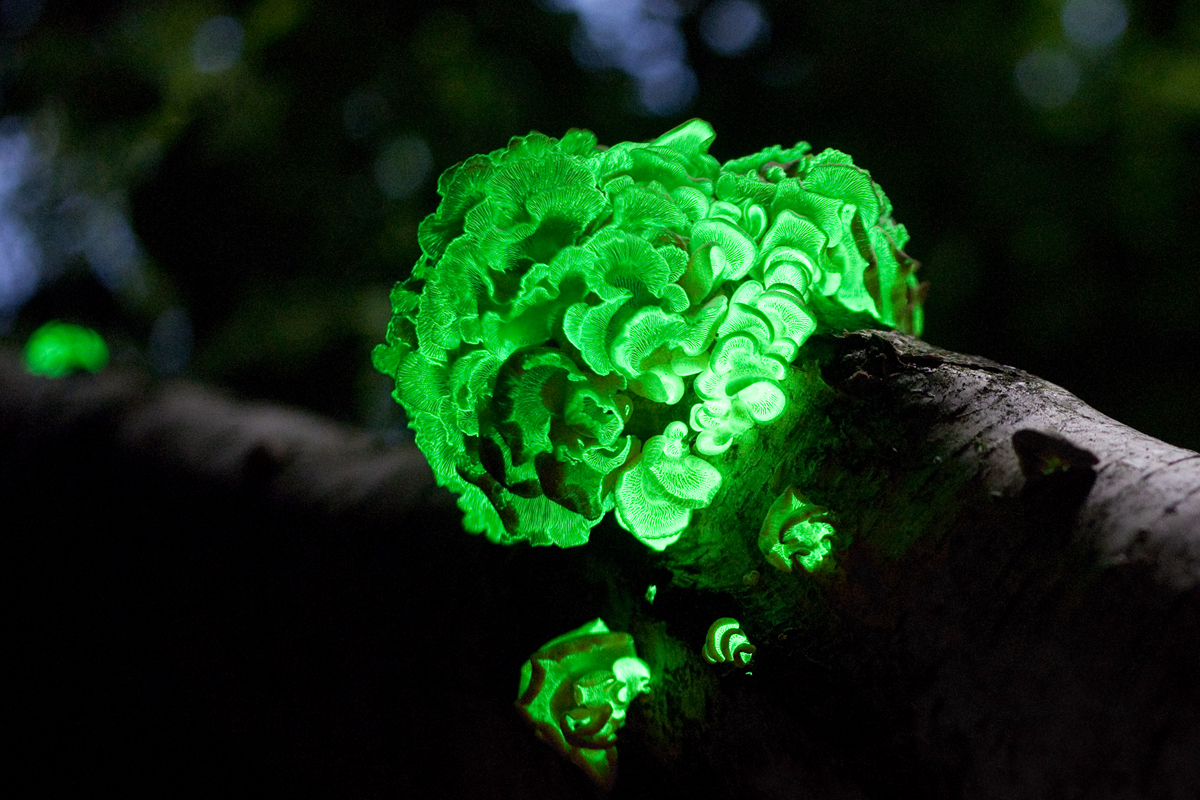
Biolumineszenter Herber Zwergknäueling mit Langzeitbelichtung fotografiert

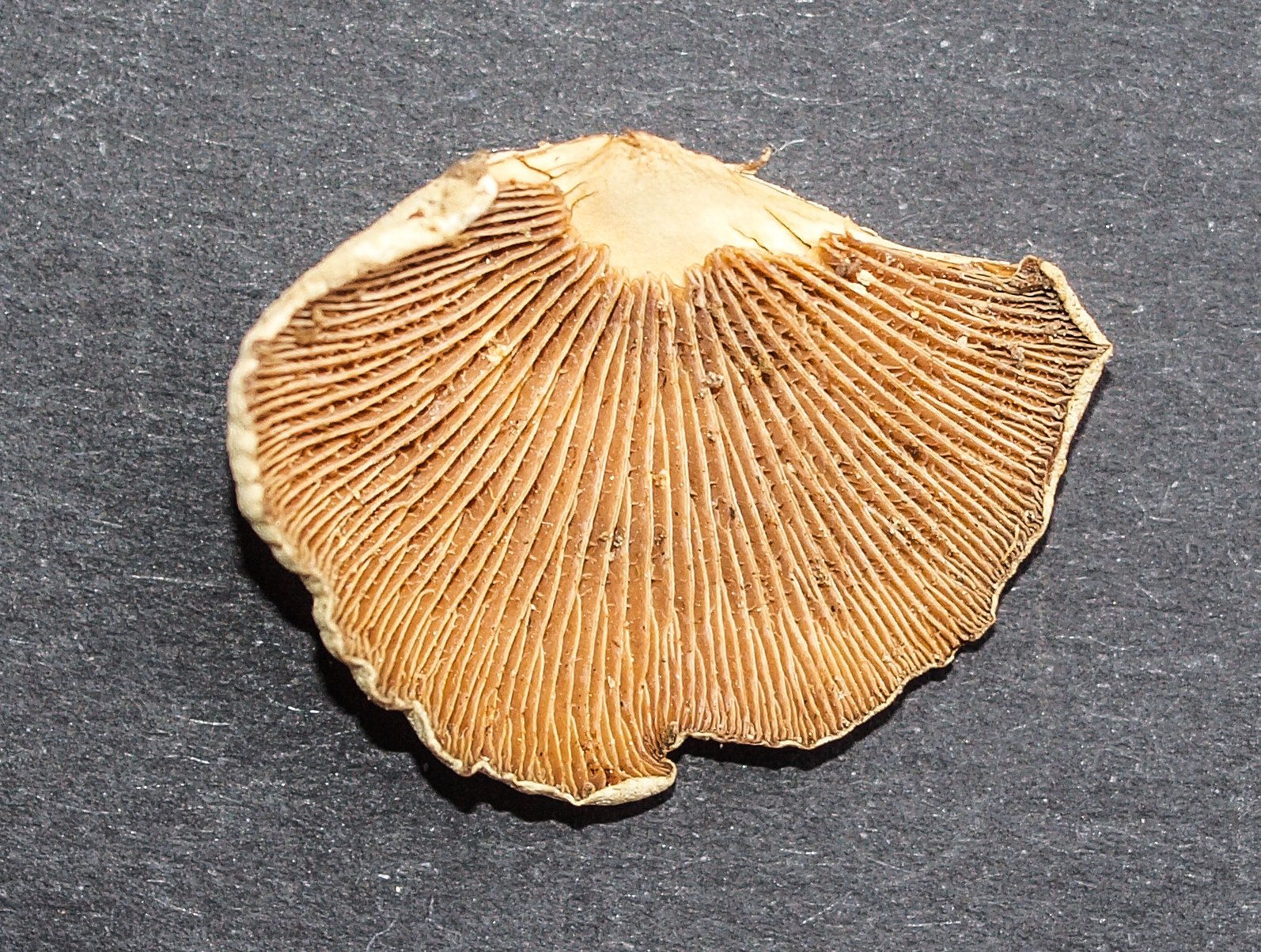
Herber Zwergknäueling, Lamellen mit Anastomosen

Der Herbe Zwergknäueling bildet kleine, kurz gestielte, fächer- bis nierenförmige Fruchtkörper von etwa 1,5–4 cm Breite, die dachziegelartig in Rasen zusammenstehen. Die Oberseite ist ocker bis zimtbräunlich, im trockenen Zustand oder bei älteren Exemplaren heller. Die Huthaut der Pilze ist kleiig oder schuppig, leicht konzentrisch gezont und auf Druck klebrig. Der Rand junger Fruchtkörper ist eingerollt, bei älteren Exemplaren wellig und etwas gekerbt. Die vom Stiel scharf abgesetzten Lamellen sind dünn, schmal und am Grunde netzartig verbunden (Anastomosen), die Lamellenfarbe ist zimtbraun, ihre Schneide ist klebrig und dicht mit klumpig angehäuften Zystiden besetzt (Mikroskop). Das Sporenpulver ist weiß.
Der seitlich sitzende Stiel ist kurz (1–2 cm) und ockergelblich, bei jungen Exemplaren glatt, später wie der Hut mit kleieartigen Schuppen bedeckt. Das Fleisch (Trama) ist lederig zäh und wird beim Trocknen hart, feucht aber wieder weich. Es enthält Harzkörner, die bei längerem Kauen den typischen zuerst süßlichen, später herb-adstringierenden Geschmack verursachen. Die Fruchtkörper erscheinen das ganze Jahr über.
Den ähnlichen anderen Arten der Gattung fehlt der herb-zusammenziehende Geschmack. Ein amerikanischer Stamm dieser Art ist fähig zur Foxfire-Biolumineszenz, sowohl Mycel als auch Fruchtkörper leuchten im Dunkeln.

## Ökologie
Der Herbe Zwergknäueling ist ein saprobiontischer Besiedler von alten Stämmen, Stümpfen und liegenden Ästen, der im besiedelten Holz eine Braunfäule verursacht. Als Substrat bevorzugt er Eichen und Rotbuche, kann aber auch an einer Reihe weiterer Laubhölzer auftreten, selten an Nadelholz. Die Art kommt, soweit geeignetes Substrat zur Verfügung steht, in fast allen Waldtypen, in Parks, Gärten in Baumreihen und an einzeln stehenden Bäumen vor.

## Verbreitung
Der Herbe Zwergknäueling wurde in Australien, Pakistan, Nordasien (vom Kaukasus bis Korea und Japan), Nordamerika, Nordafrika, und den Kanaren gefunden. In Europa kommt die Art von Süd- und Südosteuropa über West- und Mitteleuropa bis Nord- und Osteuropa vor, in Skandinavien geht sie bis zum 65. Breitengrad.

## Bedeutung
Der Herbe Zwergknäueling ist als Speisepilz ungeeignet, als Holzzerstörer ist er nicht von forstwirtschaftlicher Bedeutung.

## Synonyme, Namen
Neben der latinisierten Schreibweise Panellus stipticus ist auch die Schreibweise Panellus stypticus gebräuchlich, da sich das Wort vom griechischen Adjektiv styptikos („adstringierend“, von styphein „zusammenziehen, verstopfen“) ableitet. Das lateinische Artattribut (Epitheton) stypticus ist also ein griechisches Lehnwort und bezieht sich somit, wie auch der deutsche Artname, auf den bitteren, zusammenziehenden Geschmack der Fruchtkörper.